# NGC 6158
NGC 6158 ist eine 13,8 mag helle elliptische Galaxie vom Hubble-Typ E/S0 im Sternbild Herkules am Nordsternhimmel. Sie ist schätzungsweise 408 Millionen Lichtjahre von der Milchstraße entfernt und hat einen Durchmesser von etwa 110.000 Lichtjahren.
Im selben Himmelsareal befindet sich u. a. die Galaxie NGC 6166.
Das Objekt wurde am 17. März 1787 von Wilhelm Herschel mit einem 18,7-Zoll-Spiegelteleskop entdeckt, der sie dabei mit „F, S, iF. The time inaccurate“ beschrieb.